# イケヤシロウ
イケヤ シロウはイラストレーター。
1975年生まれ。アメリカのマサチューセッツ州立セーラム大学アート学科グラフィックデザイン学科を卒業。ニューヨークにてフリーペーパーEducated Communityに関わる。その後、東京に拠点を移し、CDジャケット、雑誌などでイラストやアートワークを手がける。
マークゴンザレス、CANDY STRIPPERなどとのコラボレーションや、ストリートアートをコンセプトとしたTKやAnd Aなど、数々のアパレルブランドやセレクトショップとのコラボレーションにも関わる。

## 人物
- 制作会社や団体には所属せず、友人のイベントのライブペイントなど、アンダーグラウンドな活動で創作を続ける。
- 両親が静岡伊豆でオーガニック素材などを使ったレストランを経営しており、本人の作品である絵画などが展示されている。
- 2008年より陶器の制作にも精力的に力を注いでおり、静岡伊豆のレストランでは一皿ずつ絵付けされた本人制作による陶器が使用されている。
- 著書に絵本「ロンとふしぎなスニーカー」（リトルモア）がある。
- 2009年7月　三鷹市　星と森と絵本の家シンボルマーク　優秀賞入選。